# Хлорит натрію
Хлори́т на́трію — неорганічна сполука, сіль лужного металу натрію і хлоритної кислоти. Формула: NaClO2; утворює безбарвні кристали, розчинні у воді, утворюють кристалогідрат.

## Використання
Основним застосуванням хлориту натрію є генерація діоксиду хлору для відбілювання текстилю, целюлози та паперу. Аналогічно, після перетворення на діоксид хлору, використовують для дезінфекції на міських водоочисних установках для очищення води. Перевагою такого методу очищення, у порівнянні із популярнішим використанням хлору, полягає у тому, що після контакту із органічними забруднювачами не утворюються тригалометани (такі як хлороформ). Діоксид хлориду, одержаний із хлориту натрію за певних умов, затверджений управлінням продовольства і медикаментів у США для дезінфікування води, яка буде використовуватися для миття фруктів, овочів та птиці.
Хлорит натрію, NaClO2, іноді в поєднанні з хлоридом цинку, також знаходить застосування у складі засобів для терапевтичних ополіскувань, полоскання ротової порожнини, зубних паст і гелів, ротових спреїв, as preservative in eye drops, консервантів для очних крапель та розчинів для контактних лінз.
Neuraltus Pharmaceuticals досліджує препарат, який вони називають NP001 для лікування бічного аміотрофічного склерозу. Деякі люди із цим захворюванням дійшли висновку, що препарат NP001 є препаратом хлориту натрію, і замовляють його просто як реактив і самостійно дозують без будь-якого наукового дослідження. Попередні результати показують, що лікування хлоритом натрію менш ефективне, ніж препаратом NP001.

### Хімічний реагент
У органічному синтезі хлорит натрію часто використовують як окислюючий реагент при окисленні Пінніка для окислення альдегідів до карбонових кислот. Як правило, реакцію проводять у буферному розчині з дигідрофосфатом натрію в присутності поглинача хлору (звичайно 2-метил-2-бутену).
У 2005 році хлорит натрію використали як окислювач для перетворення алкіл-фуранів до відповідних 4-оксо-2-алкенових кислот в простому одностадійному синтезі.

### Підкислений хлорит натрію
Розчин суміші хлориту натрію із слабкою харчовою кислотою (зазвичай, лимонною), стабільний, утворює короткоіснуючий підкислений хлорит натрію (ASC), який має потужні знезаражувальні властивості. Після змішування утворюється основний активний інгредієнт - хлоритна кислота, яка знаходиться у рівновазі з аніоном хлориту. Її частка змінюється в залежності від рН, температури та інших факторів, починаючи приблизно від 5-35% хлоритної кислоти разом із 65-95% хлорит-аніона; більша кислотність розчину призводять до більшої кількості хлоритної кислоти. Хлоритна кислота розпадається з утворенням діоксиду хлору, який у подальшому у воді дисасоціює на хлоратний аніон і на вихідний хлоритний аніон. Підкислений хлорит натрію використовують для санітарної обробки твердих поверхонь, які контактують з їжею, а також для миття або полоскання для різних продуктів, включно червоне м'ясо, птицю, морепродукти, фрукти та овочі. Це тому, що оксло-хлорні речовини є нестабільними при правильному приготуванні, і їх залишки неможливо визначити у їжі. ASC також використовується як пастку для контролю маститу молочної худоби.

### У військовій справі
Науково-дослідний, конструкторський та інженерний центр «Naits Soldier», армії США, випустив портативний метод, який «не вимагає електроенергії» для отримання діоксиду хлору (ClO2), газу, який описаний як один з найкращих біоцидів, доступних для боротьби з забруднюючими речовинами, які варіюються від доброякісних мікроорганізмів та харчових патогенів аж до біоотруйних агентів категорії A.
Через декілька тижнів після нападу 11 вересня, коли державним посадовим особам були розіслані листи із сироваткою сибірки, команда роботи з небезпечними матеріалами використовували ClO2 для знезаражування головної будівлі Сенату та поштової установи «Брентвуд».

## Безпека
Хлорит натрію, як і багато окисників, повинен бути захищений від випадкового забруднення органічними матеріалами, щоб уникнути утворення вибухонебезпечної суміші. Хімічний реактив стабільний у чистому вигляді і не вибухає під дією ударів (за винятком наявності органічних забруднювачів, наприклад, жирного молотка, яким ударяють по хімічній речовині на підставці), а також буде спалахувати при змішуванні із сильним відновниками.

## Токсичність
Хлорит натрію є сильним окисником, тому, як і очікувалося, може викликати подібні клінічні симптоми, до добре відомих у випадку із хлорату натрію: метгемоглобінемії, гемолізу, ниркової недостатності. Доза у 10-15 грамів хлорату натрію вже може бути смертельною. Метгемоглобінемія була продемонстрована на щурах та кішках, а останні дослідження Європейського агентства з лікарських засобів підтвердили, що клінічна симптоматика дуже схожа на таку, яку викликав хлорат натрію у щурів, мишей, кроликів та довгохвостих мавп.
У медичній літературі зафіксовано лише один випадок отруєння хлоритом. Здається, цим підтверджується, що токсичність рівна токсичності хлорату натрію. Згідно аналогії з хлоратом натрію навіть малі кількості (близько 1 грама) можуть призвести до нудоти, блювання та навіть гемолізу, які загрожують життю, у осіб з дефіцитом глюкози-6-фосфат дегідрогенази.
EPA встановив максимальний рівень забруднення питної води у 1 міліграма хлориту на літр (1 мг/л).

## Виробництво
Вільна хлоритна кислота, (HClO2), стабільна лише при низьких концентраціях. Оскільки її неможлико концентрувати, то вона не комерційний продукт. Проте відповідна натрієва сіль, хлориту натрію (NaClO2) стабільна і недорога, щоб бути комерційною. Відповідні солі важких металів (Ag+, Hg+, Tl+, Pb2+, а також Cu2+ і NH4+) розкладаються із вибухом, від нагрівання або удару.
Хлорит натрію отримують як побічний продукт на виробництві хлорату натрію (NaClO3). Спочатку вибухонебезпечний (лише при концентраціях, які перевищують 10% атмосфері) діоксид хлору (ClO2) отримують шляхом дії на хлорату натрію у розчині сильних кислоти відповідним відновником (наприклад, сульфітом натрію, діоксидом сірки або хлоридною кислотою).
{\displaystyle {\mathsf {2NaClO_{3}+Na_{2}SO_{3}+H_{2}SO_{4}\ {\xrightarrow {}}\ 2Na_{2}SO_{4}+2ClO_{2}\uparrow +H_{2}O}}}
Потім двоокис хлору поглинається лужним розчином та відновлюється пероксидом водню (H2O2), вуглецем, цинковим пилом або оксидом свинцю, в результаті отримують хлорит натрію.
{\displaystyle {\mathsf {4ClO_{2}+C+4NaOH+Ca(OH)_{2}\ {\xrightarrow {}}\ 4NaClO_{2}+CaCO_{3}\downarrow +3H_{2}O}}}